# Silat

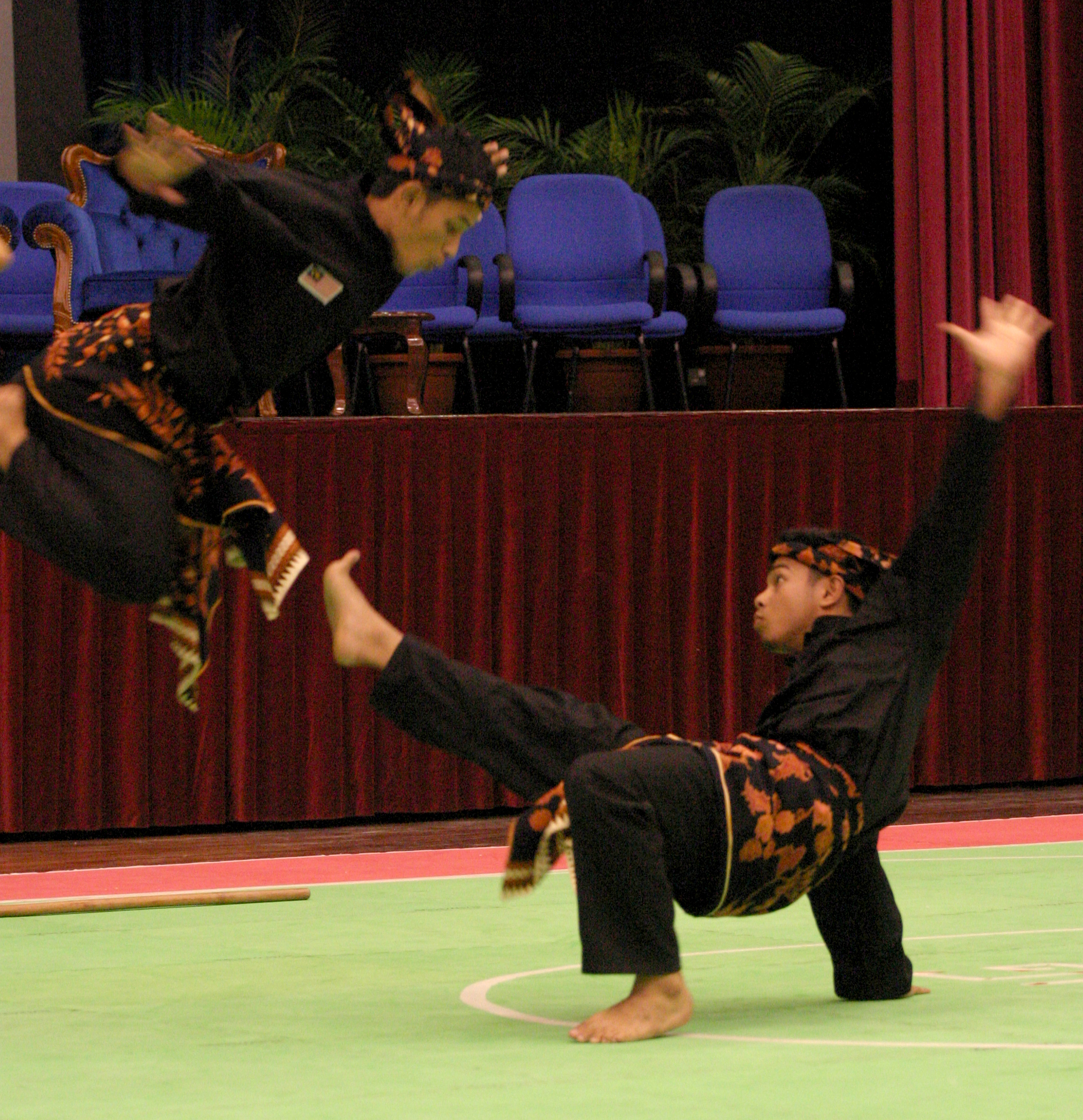
La concursurile de silat în timpul Universității ASEAN (Universitatea din Malaya, Kuala Lumpur, aprilie 2010))

Silat (în minangkabau: silek; în indoneziană/malay: pencak silat) reprezintǎ un termen generic pentru artele marțiale arhipelagul indo-malaezian. Deși geografic Indonezia și Malaezia sunt țări separate, din punct de vedere cultural ele nu sunt foarte diferite. Artele marțiale dezvoltate în această zonă provin din vechi metode luptă indiene peste care s-au suprapus influențele chinezești (mai mult) sau japoneze (mai puțin). Există sute de stiluri, fiecare cu tehnici, teorii de luptă și metode de antrenament specifice.  
În România prima persoană care a predat public (în jurul anilor 1999-2000) a fost Cristian Laiber (care s-a antrenat o perioadă cu maestrul Tuan Raban, stilul fiind Seni Gayung Fatani)
Există 5 tehnici de bază (din care pot deriva numeroase combinații): Sapu (secerarea cu interiorul piciorului), Beset (secerarea cu exteriorul piciorului), Kendjit (proiectarea peste picior), Angkat (proiectarea prin ridicarea piciorului) si Puter Kepala (proiectare prin apucarea capului).

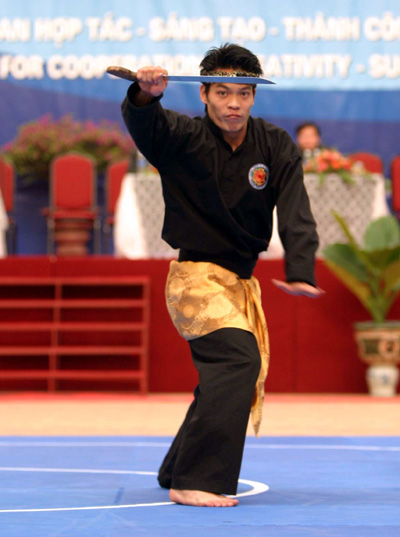
Vietnamez înarmat cu golok

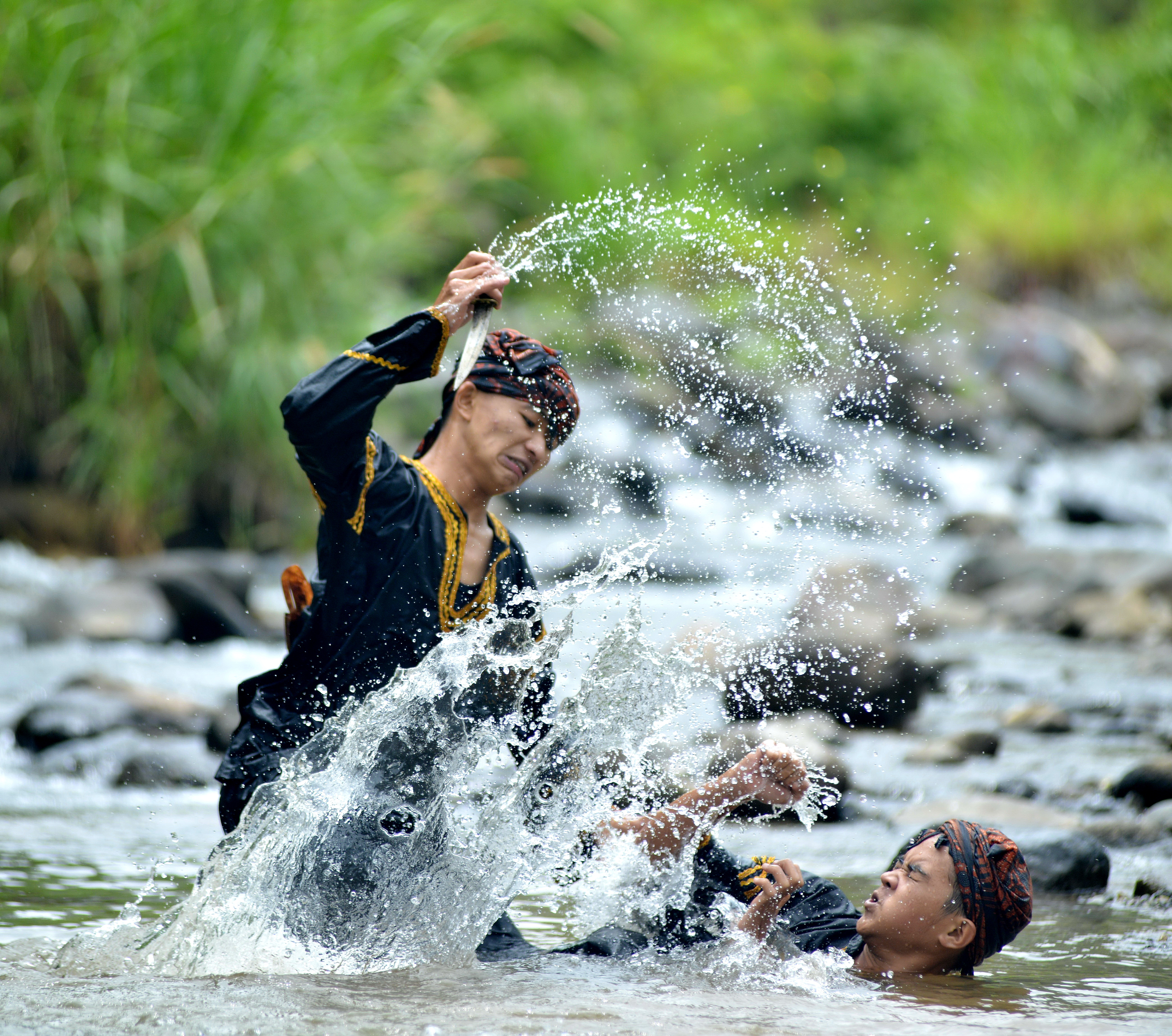
Demonstrație a stilului silat în Minangkabau

## Istoric
Silatul este cunoscut în Arhipelagul Malay încă din secolul al VII-lea. Se consideră arta marțială originală din Malaysia, care locuiește pe coasta Sumatrei și a Peninsulei Malacca, de la Ache până la Kelantan, Kedah în nord și arhipelagul Riau din sud. Contactele cu alte țări, în special India și China, au influențat, de asemenea, dezvoltarea silatului. Când Islamul a început să se răspândească în Asia de Sud-Est în secolul al XIV-lea, a fost predat împreună cu silat. Silat a jucat un rol important în istoria regiunii. În statele vechi din Srivijaya (pe Sumatra), Majapahit și Sunda (pe Java), războinicii trebuiau să cunoască silat.
În timpul dominației olandeze în Indonezia și al britanicilor din Malaezia, silatul a fost interzis, mai ales după revolta din anii 1920 și adoptarea Jurământului Tineretului în 1928 (unul dintre punctele de jurământ - cerința independenței) și practicat ilegal.